# Colonnowska
Colonnowska (polnisch Kolonowskie, 1936–1945 Grafenweiler) ist eine Stadt in der Stadt- und Landgemeinde Colonnowska im Powiat Strzelecki (deutsch Groß Strehlitz) der Woiwodschaft Opole in Polen. Der Stadtteil Fosowskie (Vossowska) gehört seit 1973 zum Stadtgebiet von Colonnowska.

## Geographische Lage
Colonnowska liegt inmitten eines weitläufigen Waldgebiets 24 Kilometer nördlich der Kreisstadt Strzelce Opolskie und 45 Kilometer östlich von Opole (Oppeln) in der Nizina Śląska (Schlesische Tiefebene) an der Malapane, in die im Stadtgebiet die Bziniczka (Bzinitz) mündet.
Nachbarorte von Colonnowska sind im Westen Klein Stanisch (Staniszcze Małe), im Norden Groß Stanisch (Staniszcze Wielkie) und im Südosten der Gemeindesitz Zawadzkie (Zawadzki).

## Geschichte

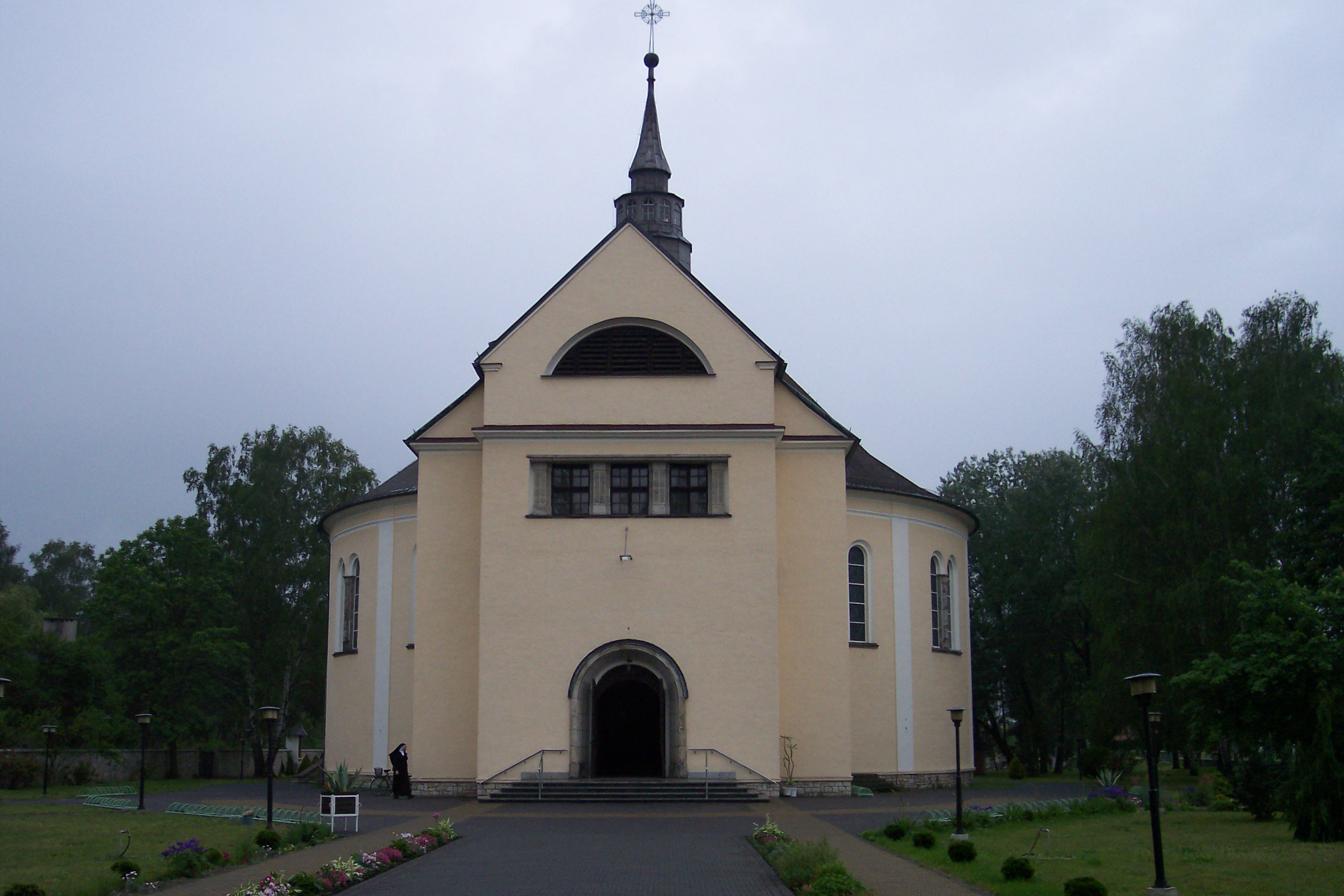
Katholische Herz-Mariä-Kirche

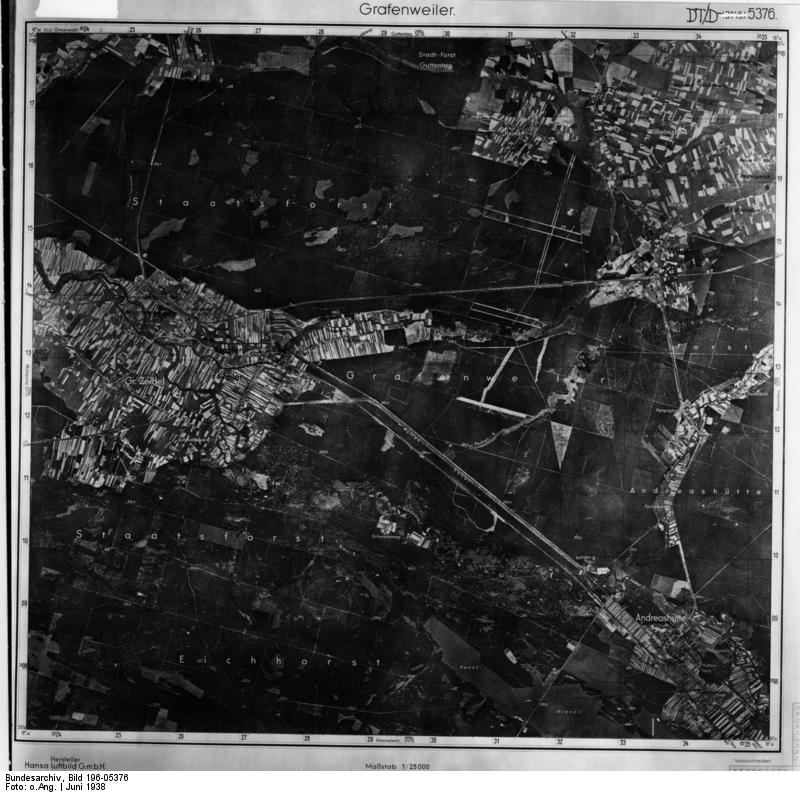
Luftbildaufnahme von „Grafenweiler“, 1938

Die ersten Nachweise über die Dörfer Groß- und Klein-Stanisch stammen aus dem 14. Jahrhundert. Nachdem Stanisch in den Besitz der Grafen Colonna auf Groß Strehlitz gekommen war, entstanden in dem Waldgebiet an der Malapane Hochöfen zur Aufbereitung der dort vorkommenden großen Mengen an Raseneisenstein. Als 1773 Carmerau gegründet worden war, entstand eine Arbeitersiedlung um die 1780 von Philipp Graf Colonna an der Malapane errichtete Eisenhütte, die 1796 den Namen „Colonowska“ erhielt.
Nachfolgend diente die Malapane zum Betrieb der Eisenhämmer, wobei ihr Wasser über eine Schleuse in einem acht Kilometer langen Hüttenkanal von Zawadzki direkt zu den Hütten in Colonowska und Vossowska geführt wurde. Die Produkte wurden nach Deschowitz gefahren und dort auf der Oder transportiert. Den zweiten Hochofen ließ Philipp Graf Colonna im Jahre 1805 errichten. Nach dessen Tod 1807 erbte Andreas Graf Renard die Herrschaft und Hütte. Unter ihm wurde die Hütte vergrößert und zum besseren Abtransport des Eisens 1836 die Renardchaussee zwischen Oppeln, Colonowska und Peiskretscham angelegt. Trotzdem sank Colonowska ab der Mitte des 19. Jahrhunderts als Eisenhüttenstandort hinter Zawadzki zurück. 1885 hatte Colonowska 341 Einwohner.
Der Gutsbesitzer Fürst Christian Ernst zu Stolberg-Wernigerode ließ 1907 eine große Kartonagenfabrik erbauen, zu der auch die Werkssiedlung Palästina gehörte. 1921 wurde die Hütte stillgelegt, auch die Gießerei, in der 180 Arbeitern beschäftigt waren, ging 1926 pleite.
Bei der Volksabstimmung in Oberschlesien am 20. März 1921 stimmten 799 Wahlberechtigte für einen Verbleib bei Deutschland und 491 für Polen. Kolonnowska verblieb beim Deutschen Reich. 1933 lebten im Ort 3249 Einwohner. Am 3. Juli 1936 wurde der Ort im Zuge einer Umbenennungswelle in Schlesien während des Nationalsozialismus in Grafenweiler umbenannt. 1939 hatte der Ort 3291 Einwohner. Bis 1945 befand sich der Ort im Landkreis Groß Strehlitz. Kolonnowska war bis 1945 eine evangelische Diaspora.
Als Folge des Zweiten Weltkriegs fiel Kolonnowska 1945 mit dem größten Teil Schlesiens an Polen. Nachfolgend kam der bisher deutsche Ort an Polen, wurde in Kolonowskie umbenannt und der Woiwodschaft Schlesien angeschlossen. Ein Teil der Bevölkerung wurde vertrieben; ein Teil der Bevölkerung entging der Vertreibung, wodurch es noch heute im Ort einen großen Anteil einheimischer Einwohner gibt. 1950 wurde Kolonowskie der  Woiwodschaft Opole eingegliedert. Nach der Eingemeindung von Fosowskie (Vossowska) erhielt Kolonowskie, das seit 1956 als stadtartige Siedlung galt, Stadtrecht.
1999 dem Kolonowskie wiedergegründeten Powiat Strzelecki eingegliedert. Am 22. September 2006 wurde in der Gemeinde Colonnowska Deutsch als zweite Amtssprache eingeführt; am 14. November 2008 erhielt Kolonowskie zusätzlich den amtlichen deutschen Ortsnamen Colonnowska. Im Januar 2011 wurden in der Gemeinde Colonnowska die zweisprachigen Ortstafeln aufgestellt.
Die holzverarbeitende Industrie ist nach wie vor in Colonnowska ansässig, die Kartonagenfabrik Packprofil ist der größte Arbeitgeber der Stadt. In den letzten Jahren wirbt die Stadt verstärkt als Erholungsort.

### Etymologie des Stadtnamens

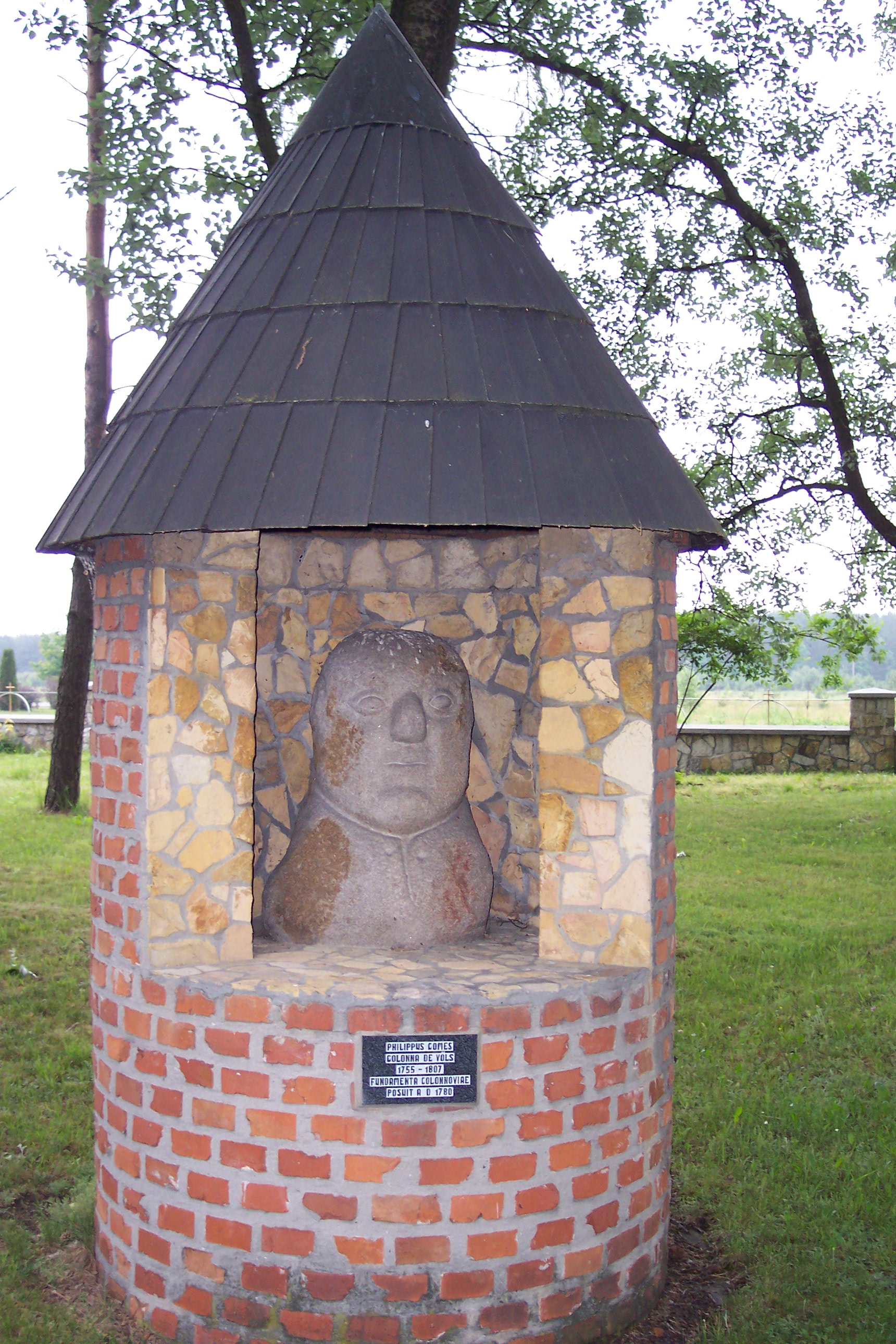
Steinskulptur des Gründers Philipp Graf Colonna

Benannt wurde der Ort nach Philipp Graf Colonna. Der Ortsname besteht aus dem Namen Colonna und wie auch die Namen der ehemaligen Nachbarorte Vossowska und Harraschowska aus dem weiblichen Suffix -owska. Die älteste Form des Ortsnamens war Colonowska, die im Gegensatz zum Namensgeber vereinfacht mit einem L geschrieben wurde. Ende des 19. Jahrhunderts wandelte sich der Ortsname in Kolonnowska ab. Diese Form bestand bis 1936 als der Ort  in Grafenweiler umbenannt wurde. Der neue Name mit dem Suffix -weiler nahm dabei wohl wie auch der alte Name Bezug auf den Grafen Colonna.
Nach 1945 erhielt der Ort den polnischen Namen Kolonowskie mit dem neutralen polnischen Suffix -owskie. Während die letzte Form des deutschen Namens vor 1936 mit K geschrieben wurde, erhielt die Stadt im November 2008 den deutschen Namen Colonnowska mit C, wodurch diese Form am ehesten dem Namen des Namensgebers Colonna entspricht.

### Ehemalige Ortschaften
Auf dem Gebiet des heutigen Colonnowska befanden sich ehemals die Orte Bendawitz (ab 4. September 1936 Malapanestraße), Brzinitzka (ab 4. September 1936 Feldstraße), Harraschowska (ab 4. September 1936 Feldstraße), Kowolowska (später Schmiedewerk), Renardshütte, Rogolowa/Rogolowietz, Schroll und Vossowska (ab 1936 Vosswalde).

### Einwohnerentwicklung
| Jahr | Einwohnerzahl | Jahr | Einwohnerzahl | Jahr | Einwohnerzahl | Jahr | Einwohnerzahl | Jahr | Einwohnerzahl |
| 1939 | 3293          | 1961 | 3463          | 1970 | 4000          | 2005 | 3437          | 2016 | 3336          |

### Bevölkerung/Nationalitäten
In der Gemeinde Colonnowska lebten im Jahr 2002 laut der im selben Jahr durchgeführten Volkszählung 6582 Einwohner. Davon gaben 3370 Einwohner (51,2 %) die polnische Nationalität an. 3203 Personen (48,7 %) gaben eine andere Nationalität an. Darunter: 2836 Einwohner (43,1 %) mit deutscher Nationalität und 358 (5,4 %) mit der nicht anerkannten „schlesischen“ Nationalität. 0,1 % der Bevölkerung (9 Einwohner) gaben bei der Befragung keine Nationalität an.

## Sehenswürdigkeiten

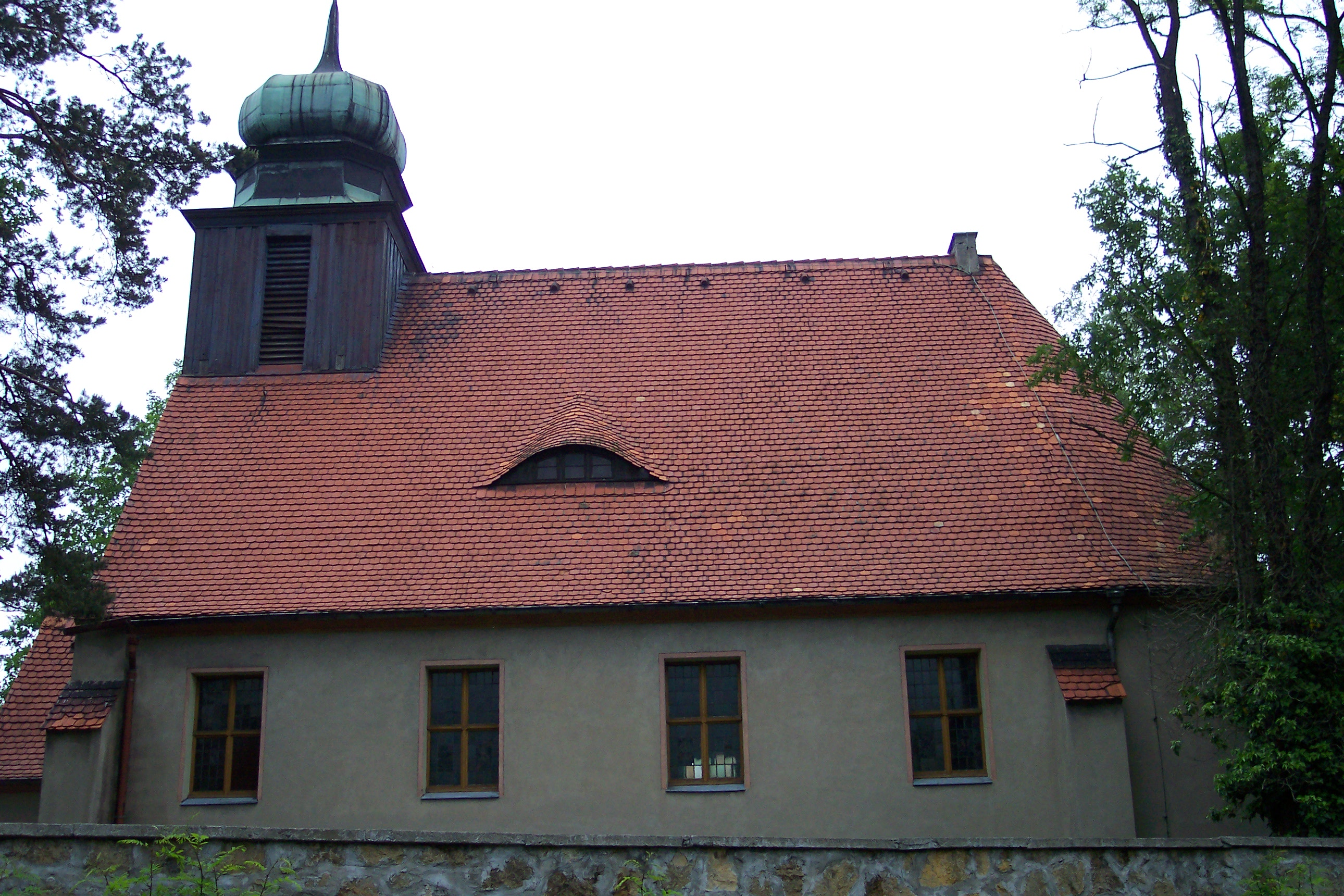
Evangelische Kirche

- Die Evangelische Kirche wurde 1928 in Fosowskie errichtet. Die Kirche entstand im neobarocken Formen mit einer Zwiebelhaube über dem Glockenturm.

- Die Herz-Mariä-Kirche ist eine römisch-katholische Pfarrkirche im Ort. Der Kirchenbau entstand in den Jahren 1949 bis 1954 unter dem Pfarrer Henryk Czerwionka. Ungewöhnlich ist ihre Bauform als Zentralbau und einem Grundriss als Rotunde mit einer Kuppel.

- Steinskulptur des Gründers Philipp Graf Colonna
- Ehemaliges Empfangsgebäude des Bahnhofs Colonowska
- Denkmal für die Gefallenen der Aufstände in Oberschlesien
- Kreuzigungsgruppe auf dem Friedhof
- Wasserturm in Fosowskie

## Verkehr
Die Stadt liegt an der Bahnstrecke Tarnowitz – Oppeln / Tarnowskie Góry–Opole, im Ortsteil Fosowskie liegt ein Knotenbahnhof, wo die Bahnstrecke Kielce–Fosowskie auf die Bahnstrecke Tarnowitz–Oppeln trifft. Früher wurde der Bahnhof auch auf der Bahnstrecke Kędzierzyn-Koźle–Kluczbork und auf der Kleinbahn AG Guttentag–Vosswalde bedient.

## Städtepartnerschaften
- Beilrode, Sachsen
- Gehrden, Niedersachsen
- Chmeľnica, Slowakei
- Wolfsgraben, Österreich

Durch die Partnerschaft mit Wolfsgraben erlangte Colonnowska Interesse am Klimaschutz. 2010 wurde es in die Gruppe der niederösterreichischen Klimabündnisgemeinden aufgenommen, an der in der Zwischenzeit auch andere Orte in Oberschlesien interessiert sind.

## Persönlichkeiten
- Karl Schodrok (1890–1978), Lehrer und Verleger, war von 1923 bis 1930 Rektor an der Volksschule in Colonnowska

## Gemeinde
Neben der Stadt Colonnowska umfasst die Stadt- und Landgemeinde (gmina miejsko-wiejska) drei Dörfer, unter ihnen mit Staniszcze Wielkie den früheren Sitz der Gemeinde (1945–1950).